# ロマリオ・ウィリアムズ
ロマリオ・ウィリアムズ（Romario Williams、1994年8月15日 - ）は、ジャマイカ・ポートモア出身のサッカー選手。ジャマイカ代表。アル・カーディシーヤ・クウェート所属。ポジションはFW。

## 経歴
セントラルフロリダ大学卒業後、2015年1月のドラフト会議でモントリオール・インパクトの1位指名を受け入団。3月のオーランド・シティSC戦でプロデビュー。
2016年12月、アトランタ・ユナイテッドFCにトレードされた。

## 所属クラブ
- セントラルフロリダ大学 2012-2014
- オーランド・シティU-23 2014
- モントリオール・インパクト 2015-2016

→ FCモントリオール 2015 (loan)
→ チャールストン・バッテリー 2016 (loan)
- アトランタ・ユナイテッドFC 2017-2019

→ チャールストン・バッテリー 2018 (loan)
- コロンバス・クルー 2019
- マイアミFC 2020
- アル・イテハド・アレクサンドリア・クラブ 2020-2021
- アル・カーディシーヤ・クウェート 2021-

## 代表歴
- U-17ジャマイカ代表
  - 2011 FIFA U-17ワールドカップ
- U-23ジャマイカ代表
- ジャマイカ代表
  - 2017 CONCACAFゴールドカップ

### 代表でのゴール
2017年7月20日現在
| #  | 開催日        | 開催地       | 対戦国     | スコア | 結果 | 試合概要                    |
| -- | ------------- | ------------ | ---------- | ------ | ---- | --------------------------- |
| 1. | 2017年7月9日  | サンディエゴ | キュラソー | 1–0    | 2–0  | 2017 CONCACAFゴールドカップ |
| 2. | 2017年7月20日 | グレンデール | カナダ     | 2–0    | 2–1  | 2017 CONCACAFゴールドカップ |